# Інгулець (Кривий Ріг)
Інгуле́ць — колишнє місто в Україні, що існувало в 1956–2002 роках. У жовтні 2002 року включене до складу міста Кривого Рогу. Розташоване на річці Інгулець (притока Дніпра). Населення — 62 173 жителів (перепис 1 січня 2005 р.)

## Географічне розташування
Місто Інгулець розташовувалося на правому березі річки Інгулець, вище за течією на відстані 1 км розташоване смт Зелене, нижче за течією на відстані 2,5 км розташовувалась смт Миколаївка, на протилежному березі — смт Широке. На відстані 1 км розташоване село Широка Дача. У місті є залізнична станція Інгулець.

## Історія

### Давня історія
Територія, на якій розташоване місто, була заселена ще в глибокій давнині, про що свідчать знайдені неподалік поселення епохи неоліту, кургани епохи бронзи (ІІІ тисячоліття до н. е.) та скіфські кургани (V-ІІІ ст. до н. е.).
Курган Дубова Могила досліджений експедицією ДНУ 2000 року. Одиночний курган заввишки 2,77 м, діаметром 49,5 м. Виявлено 4 поховання доби енеоліту — № 19, 15, 13, 10. В похованні 10 виявлено мальовану посудину трипільської культури етапу СІІ.

### XVIII— ХХІ століття
Свою сучасну історію Інгулець відраховує від кінця XVIII ст. Вона пов'язана передусім із видобутком корисних копалин. Інгулецьке родовище залізних кварцитів представлено залізними кварцитами з масовою часткою кварциту 32,5 — 33,0 %, які містять породи сланців. Запаси родовища — 1 млрд т. З 1891 року тут почалась розробка залізної руди і вже через 10 років діяло 6 копалень. У 1920-ті роки шахтарські поселення злилися в одне селище з назвою річки.
Статус міста Інгулець отримав у 1956 році. У жовтні 2002 року місто Інгулець було включено до складу міста Кривого Рогу.
Свою назву місто отримало від назви річки Інгулець.

## Населення

### Національний склад
Розподіл населення за національністю за даними перепису 2001 року:
| Національність  | Відсоток |
| --------------- | -------- |
| Українці        | 81,98 %  |
| Росіяни         | 15,88 %  |
| Інші/не вказали | 2,14 %   |

### Мовний склад
Рідна мова населення за даними перепису 2001 року:
| Мова       | Чисельність, осіб | Доля     |
| ---------- | ----------------- | -------- |
| Українська | 30 340            | 77,76 %  |
| Російська  | 8 421             | 21,58 %  |
| Інше       | 259               | 0,66 %   |
| Разом      | 39 020            | 100,00 % |

## Промисловість
Залізнична станція Інгулець. Добуваються залізні руди. Інгулецький ГЗК, бетонний завод (закритий).

## Культура та освіта
На території Інгульця є палац культури з залом на 650 місць, дві бібліотеки з фондом 50,8 тис. книг, музична школа, палац дитячої творчості, палац спорту, стадіони «ІНГУЛЕЦЬ» і «Будівельник», 12 загальноосвітніх шкіл, профтехучилище № 44, Інгулецький технікум ДВНЗ КНУ, лікарняне містечко з дитячим відділенням, два водоймища.

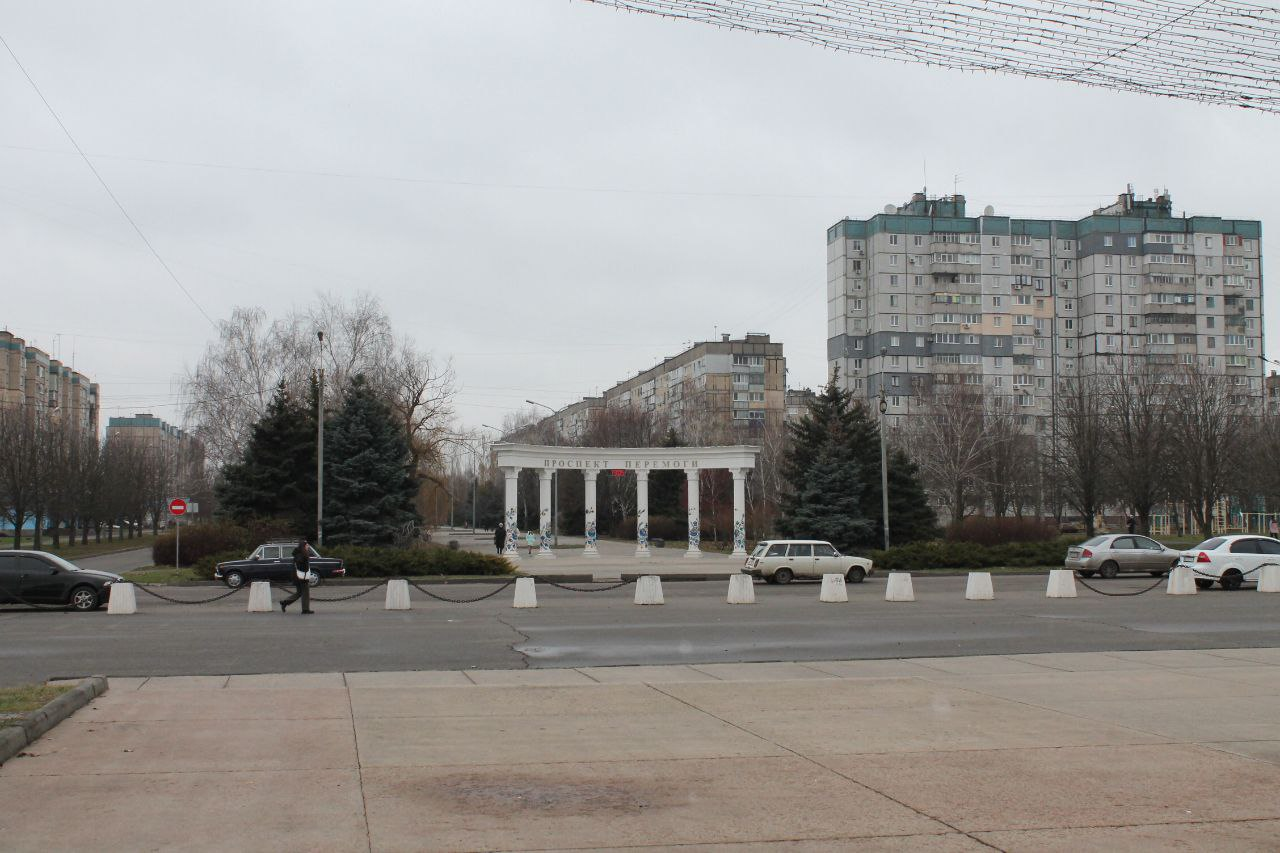
Площа у колишньому місті Інгулець, вид від колишнього кінотеатру «Перемога»

На території Інгулецького району функціонують 35 закладів освіти: з них 12 загальноосвітніх навчальних закладів, Інгулецький ліцей, "Криворізький багатопрофільний навчально-реабілітаційний центр «Перлина», 16 дошкільних навчальних закладів та 4 позашкільних заклади.

## Персоналії
- Білецький Дмитро Юрійович (1987—2014) — молодший сержант (посмертно) Збройних сил України, учасник російсько-української війни.
- Бонцевич Сергій Степанович (1981—2014) — солдат Збройних сил України, учасник російсько-української війни.
- Гажур Олександр Анатолійович (1975—2014) — молодший сержант Збройних сил України, учасник російсько-української війни.
- Андрій Михайлович Козюбчик (1981—2014) — український військовик, боець ДУК ПС.
- Конопацький Сергій Васильович (1973—2014) — солдат Збройних сил України, учасник російсько-української війни.
- Гуреїв Олекса — український письменник.
- Лисечко Антон Ігорович (1988—2014) — солдат Збройних сил України, учасник російсько-української війни.

## Світлини

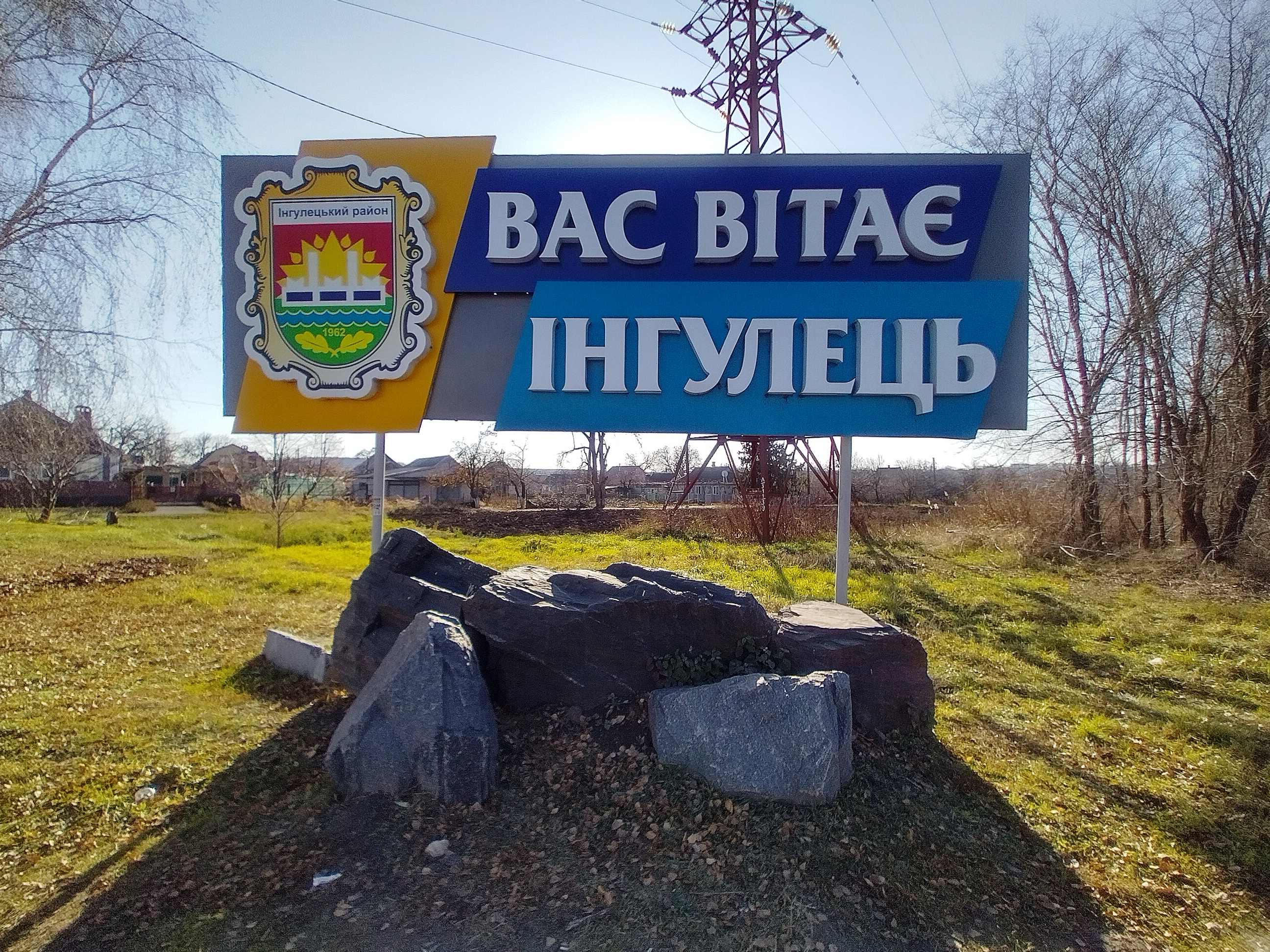
Скульптура "Еней"
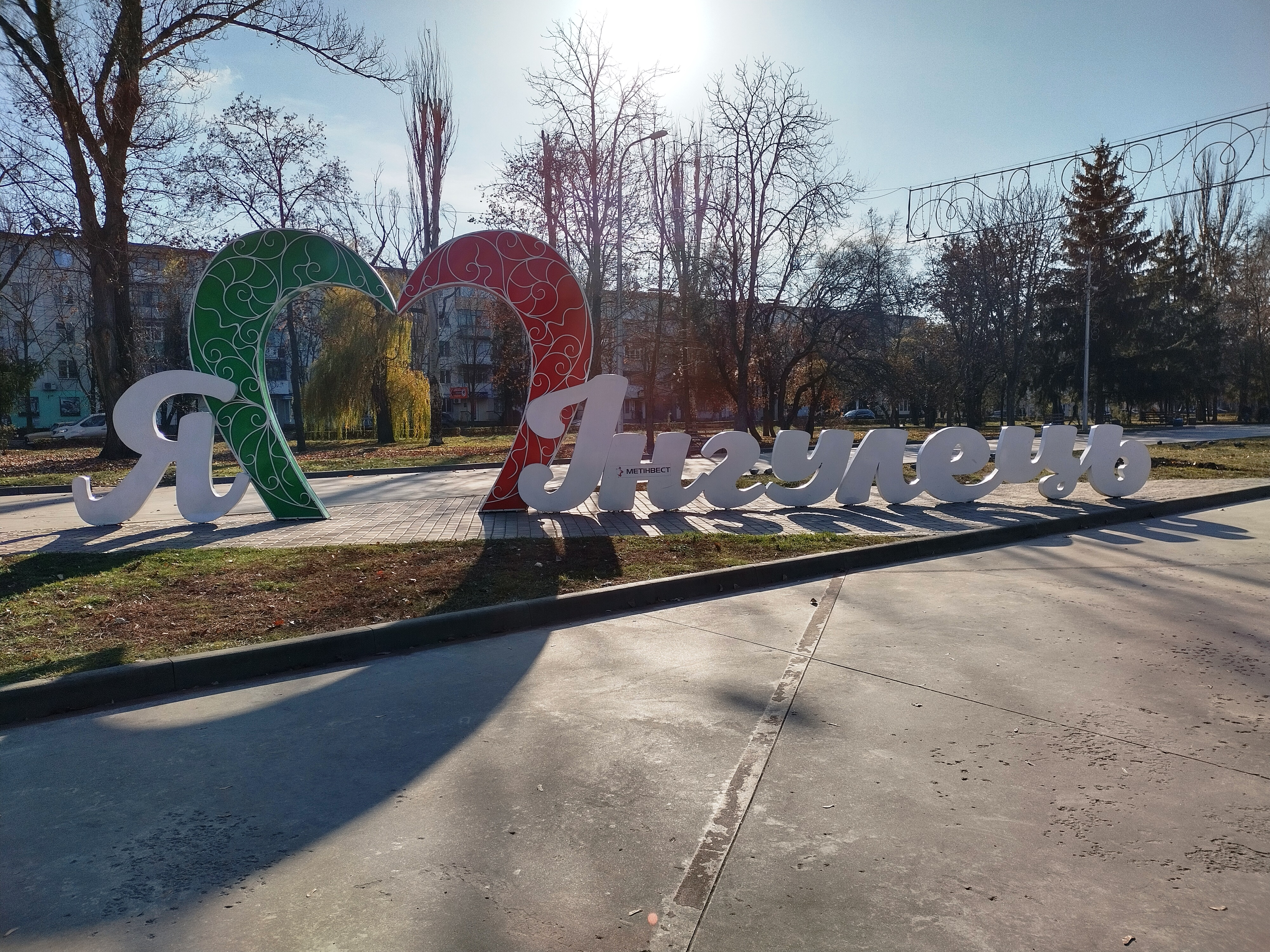
Арт-об'єкт "Я кохаю Інгулець"